# Francisco Ernandi Lima da Silva
Francisco Ernandi Lima da Silva, detto Mirandinha (Chaval, 2 luglio 1959), è un allenatore di calcio ed ex calciatore brasiliano, di ruolo attaccante, primo calciatore brasiliano a giocare in Inghilterra.

## Caratteristiche tecniche
Giocava come attaccante.

## Carriera

### Club
Iniziò nel Ponte Preta una volta uscito dalle giovanili del Ferroviário, giocando poi per Palmeiras Futebol Clube, Botafogo e Sociedade Esportiva Palmeiras, trasferendosi in Inghilterra nel 1987; due stagioni fatte di luci ed ombre convinsero il Newcastle a lasciarlo tornare in Brasile, dove giocò fino al 1991; nel 1992 passò allo Shimizu S-Pulse, in Giappone, e successivamente al Bellmare Hiratsuka; nel 1995 chiuse la carriera giocando per il Fortaleza.

### Nazionale
Con la Nazionale di calcio del Brasile e venne convocato alla Copa América 1987. In tutto ha collezionato 4 presenze con la maglia del Brasile, con una rete segnata.

### Allenatore
Allenò nel 2001 il Rio Negro, vincendo il Campionato Amazonense, e nel 2006 il CENE.

## Palmarès

### Club

#### Competizioni nazionali
- Campionato paulista: 1

Ponte Preta: Seconda Divisione 1979
- Campionato Cearense: 1

Fortaleza: 1991

### Allenatore
- Campionato Amazonense: 1

Rio Negro: 2001